# اسخیپ‌لایدن
اسخیپ‌لایدن (به هلندی: Schipluiden) یک منطقهٔ مسکونی در هلند است که در میدن-دلف‌لاند واقع شده‌است. اسخیپ‌لایدن ۴٫۵۳۶ نفر جمعیت دارد.